# Mięsień przywłosowy

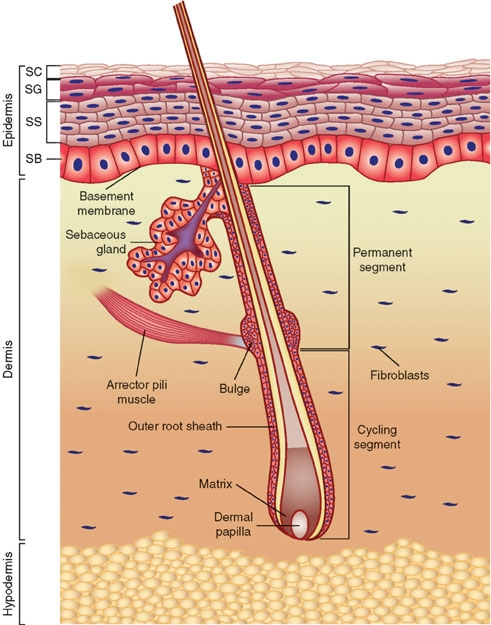
Mięsień przywłosowy podpisany Arrector pili muscle.

Mięsień przywłosowy, mięsień przywłośny, mięsień napinający włos, mięsień napinacz włosa, mięsień dźwigacz włosa, mięsień wyprostny włosa (łac. musculus arrector pili, musculus errector pili, musculus errector pilorum) – w anatomii ssaków mięsień gładki położony w skórze, przyczepiony na jednym końcu do mieszka włosowego, na drugim zaś do warstwy podbrodawkowej skóry właściwej. Skurcz mięśnia przywłosowego powoduje bardziej prostopadłe ustawienie włosa w stosunku do powierzchni skóry (wywołując „jeżenie się” włosów lub „gęsią skórkę”), a także wyciskanie łoju na powierzchnię skóry poprzez nacisk na gruczoł łojowy. Gdy jest to reakcją na zimno, wyprostowanie włosów ułatwia zatrzymywanie warstwy ciepłego powietrza przy skórze. U człowieka mięśnie przywłosowe nie występują przy rzęsach i brwiach.